# Segetia
Segetia (Dea Segetia) – w mitologii rzymskiej jedno z wielu bóstw rolnictwa i wegetacji. 
Była boginią siewu i patronowała zbożom gotowym do zbioru. Męskim bogiem siewu był Sator.